# Klaus Rheinhold
Klaus Rheinhold (6. Dezember 1891 in Celle – 26. März 1974 in Gundelfingen bei Freiburg) war ein deutscher Unternehmer der Isolier- und Asbestindustrie.
Sein Vater und Onkel, Sartorius und Otto Rheinhold hatten aus einer Kieselgur-Fundstelle ein Unternehmen, u. a. der Wärme- und Kälteschutz-Isolierindustrie begründet.
Klaus Rheinhold absolvierte eine kaufmännische Ausbildung bei Borsig in Berlin-Tegel, machte 1913/14 eine Studienfahrt in die USA und leistete Wehrdienst während des Ersten Weltkriegs.
1919 übernahm er das väterliche Unternehmen Rheinhold & Co. Hannover mit rd. 1000 Mitarbeitern. Trotz ungünstiger Wirtschaftslage bei Inflation und Weltwirtschaftskrise gelang es ihm, den Umsatz in einem Jahrzehnt zu verdoppeln. 1925–1933 war er u. a. Mitglied des Hauptausschusses des Reichsverbandes der Deutschen Industrie und Vorstandsmitglied der Fachgruppe Steine und Erden. 1930 hat er das Unternehmen, bei der Umwandlung in eine GmbH, an einen großen Konzern abgegeben. 1933 schied er aufgrund der politischen Verhältnisse aus der Leitung der GmbH aus. Bis 1935 wickelte er noch einzelne Geschäfte und den Verkauf von Patenten im In- und Ausland ab. Danach stellte er mit seinen Sprach- und Fachkenntnissen aus in- und ausländischen Zeitschriften Wärme- und Kälteschutztechnische Spezialreferate zusammen, für die er sich ab 1941 eines andern Namens bedienen musste.
1948 begann er als Leiter und Einzelprokurist mit dem Wiederaufbau der Asbest-Firma Becker & Haag in Berlin-Nikolassee, die sich 1942–1945 mit Beute-Asbest über Wasser gehalten hat. Als diese 1950 in eine KG umgewandelt wurde, wurde Hamburg Sitz der Firma. Martha Becker und ihre Schwester wurden Kommanditisten und Rheinhold sowie Hermann Lüders persönlich haftende Gesellschafter. 1966 schieden er und Lüders im Zuge der Neuorganisation der Firma aus der aktiven Geschäftsführung aus.
Am 19. Oktober 1966 überreichte der Präsident der Asbestes Corporation, Alfred Penhale, nach Beschluss des Komitee in Chicago, ihm im Hotel Eisenhut in Rothenburg, den Asbestos Story Ring Nr. 9 für seine Leistungen zum Wiederaufbau des Asbestgeschäftes nach dem Krieg.
Seine Tochter, die NDR-Fernsehjournalistin Sabine Rheinhold (⚭ Christian Farenholtz), fand 2015 ihren Cousin, Fritz Rheinholds Sohn Knut wieder.